# Douglas B-18 Bolo
Il Douglas B-18 Bolo, il cui nome in codice della casa costruttrice era DB-1 (Douglas Bomber 1), era un bombardiere medio bimotore ad ala media prodotto dall'azienda statunitense Douglas negli anni trenta.
Il progetto derivava dall'aereo da trasporto DC-2 ed entrò in servizio presso i reparti a partire dal 1936, ma venne rimpiazzato nel ruolo di bombardiere strategico già dal 1942 una volta entrato in servizio il quadrimotore B-17.

## Storia del progetto
Il progetto del B-18 nacque in risposta ad una specifica dell'United States Army Air Corps del 1934, nella quale veniva chiesta la realizzazione di un bombardiere che avesse autonomia e capacità offensiva doppie rispetto al Martin B-10 che, all'epoca, rappresentava l'equipaggiamento standard dei reparti da bombardamento.
Le prove comparative con gli altri modelli partecipanti al medesimo bando (il Boeing Model 229 ed il Martin Model 146) si svolsero nell'agosto del 1935 e si conclusero favorevolmente per il progetto della Douglas (anche in seguito alla distruzione del prototipo del modello della Boeing in un incidente di volo), portando all'assegnazione di un primo ordinativo di 133 esemplari del DB-1 che vennero immessi in servizio dall'anno successivo.
L'ultimo esemplare di questo lotto venne identificato come il primo di una nuova versione (in questo caso DB-2), ma la modifica che lo caratterizzava (una torretta servoassistita per la mitragliatrice dorsale) venne subito accantonata.
Gli ordini successivi (177 velivoli nel 1937 ed altri 40 nel 1938) riguardarono la versione definita B-18A, dotata di motori di una versione più recente e di postazione per il puntatore bombardiere in posizione più avanzata.

## Tecnica

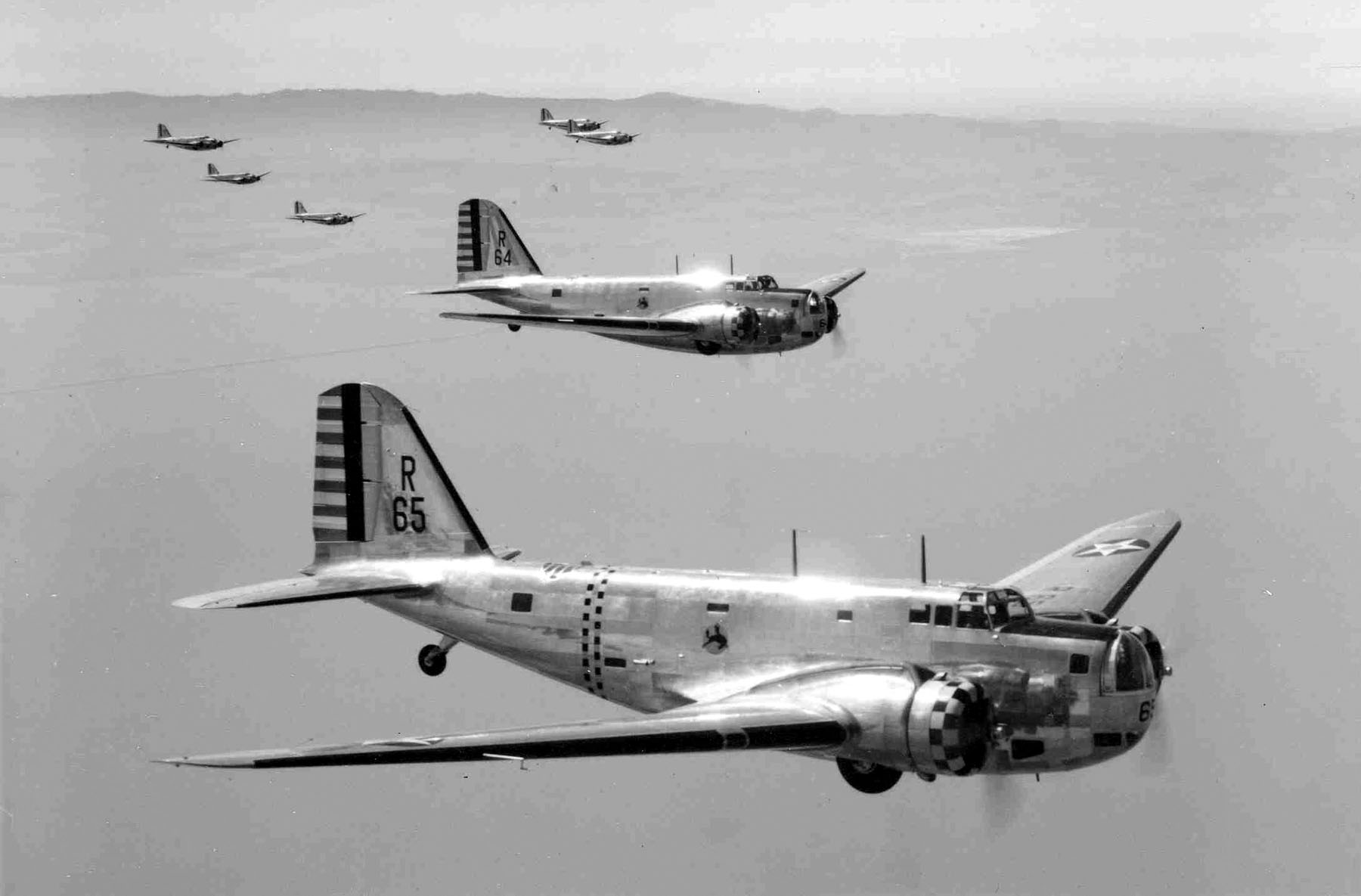
Una formazione di B-18 in volo.

### Struttura
Il B-18 costituiva uno sviluppo del velivolo commerciale DC-2, dal quale venivano ripresi inalterati impennaggi ed apparati propulsivi. L'ala manteneva il disegno di base ma risultava di maggiore apertura e, nella fusoliera più profonda del bombardiere, risultava installata in posizione mediana anziché bassa.

### Motore
Come già detto, il Bolo manteneva la motorizzazione del DC-2, costituita da una coppia di Wright Cyclone 9 che, nella versione installata sul prototipo e sul primo lotto produttivo (la R-1820-45), sviluppavano una potenza di 930 hp (pari a 694 kW).

### Armamento
L'armamento offensivo era costituito da bombe fino ad un massimo di 6 500 lb (poco meno di 3 000 kg), contenute nel capiente vano ricavato nel ventre della fusoliera.
La difesa del velivolo era affidata a tre postazioni dotate ciascuna di una singola mitragliatrice del calibro di 7,62 mm; l'arma di prua e quella dorsale erano sistemate in torrette mentre quella ventrale sparava attraverso un tunnel ricavato nel ventre della fusoliera.

## Impiego operativo

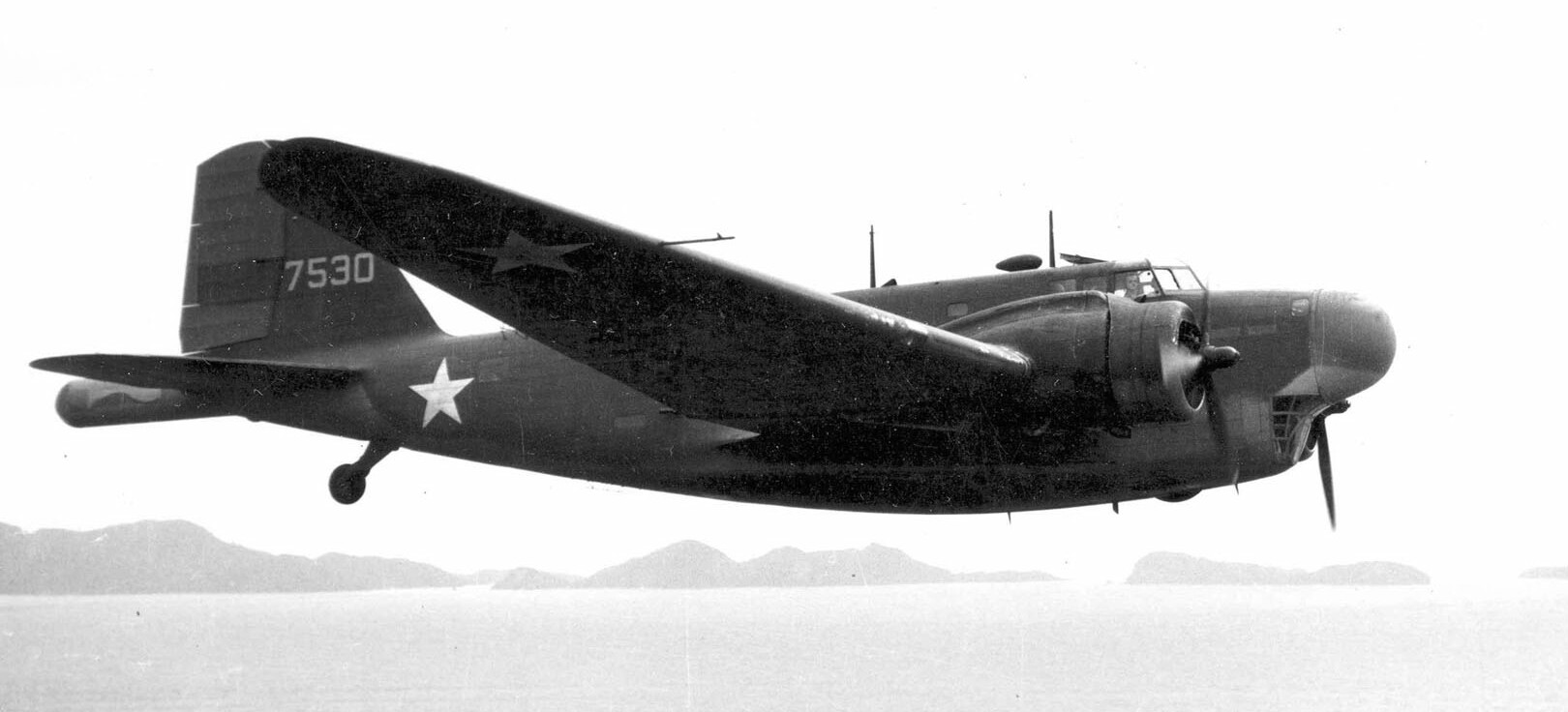
Un esemplare di B-18B: si notino il radome del radar a prua e la coda contenente le apparecchiature MAD

All'atto dell'entrata in guerra da parte degli Stati Uniti, il B-18 equipaggiava la maggior parte degli Squadron da bombardamento dell'USAAC ed alcuni esemplari andarono distrutti durante l'attacco di Pearl Harbor.
Nel corso del 1942, quando ebbero inizio le consegne del B-17, il Bolo venne destinato a compiti di pattugliamento marittimo in funzione antisommergibile: 122 esemplari di B-18A vennero dotati di radar di ricerca e di apparecchiature MAD e schierati a difesa dei Caraibi (ed in particolare, del Canale di Panama).
Nello stesso frangente alcuni velivoli vennero impiegati all'estero: la Royal Canadian Air Force acquistò 20 esemplari di B-18A che ribattezzò Digby Mk.I e la Força Aérea Brasileira ricevette due velivoli, nell'ambito del programma Lend-Lease. Anche in questo caso i velivoli vennero destinati a compiti di pattugliamento marittimo.
In questo ruolo i B-18 vengono ricordati per l'affondamento dei sommergibili U-512(ad opera del 99th Bombardment Group dell'USAAF) e U-520 (ad opera del 10° Squadron della RCAF), tuttavia vennero ben presto rimpiazzati dai B-24, dotati di maggior autonomia operativa e capaci di trasportare un maggiore carico offensivo. Gli esemplari ancora in servizio vennero quindi destinati ai reparti da trasporto o addestramento.

## Versioni

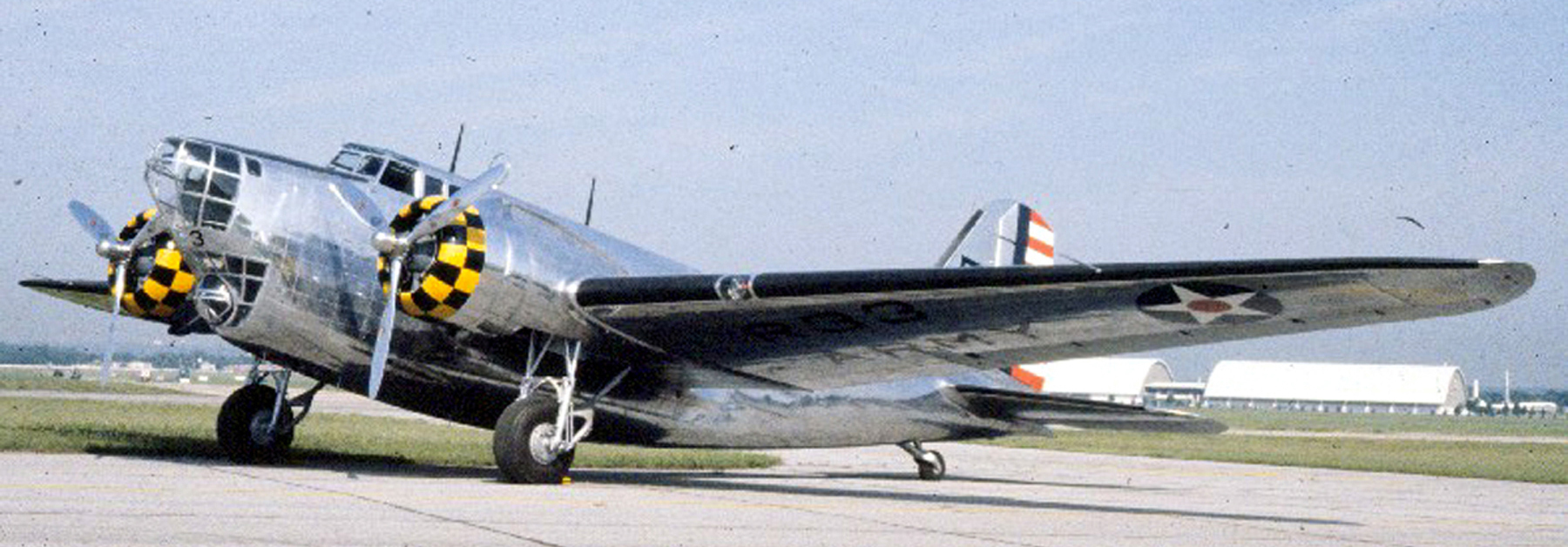
Un esemplare di B-18A; si noti la postazione del navigatore/bombardiere all'estrema prua.

- DB-1: prototipo, impiegato nelle prove di valutazione. La sigla di identificazione interna indicava Douglas Bomber 1;
- B-18: prima versione prodotta in serie, sostanzialmente invariata rispetto al prototipo; prodotta in 131 esemplari;
  - DB-2: 133°, ed ultimo, velivolo designato B-18; era dotato di torretta dorsale servoassistita che avrebbe dovuto diventare lo standard di produzione, ma che venne successivamente abbandonata;
  - B-18M: designazione riguardante 22 velivoli modificati in velivoli da addestramento, con la rimozione delle apparecchiature del vano bombe;
- B-18A: seconda versione produttiva; differiva dalla precedente per la postazione del navigatore/bombardiere disposta all'estrema prua, in posizione più avanzata rispetto a quella del mitragliere e per l'adozione di motori più potenti. Complessivamente furono 217 gli esemplari prodotti;
  - B-18AM: 18 esemplari di B-18A trasformati in addestratori;
- B-18B: designazione assegnata a 122 velivoli della serie B-18A modificati per il pattugliamento antisommergibile mediante l'installazione di apparecchiature radar e di rilevamento delle anomalie magnetiche (MAD);
- Digby Mk.I: lotto di 20 velivoli della serie B-18A acquistati dalla Royal Canadian Air Force e destinati al pattugliamento antisommergibile con modifiche analoghe a quelle della serie B-18B;
- B-18C: due esemplari di B-18A trasformati in pattugliatori antisommergibile. Rispetto alla versione B-18B la principale differenza era costituita dall'installazione di una mitragliatrice calibro 12,7 nella postazione di prua.
- C-58: due esemplari trasformati definitivamente in velivoli da trasporto (altri velivoli vennero usati a tale scopo, in via estemporanea e senza modifiche particolari).

I dati relativi alle versioni sono tratti da "Enciclopedia l'Aviazione".

## Utilizzatori

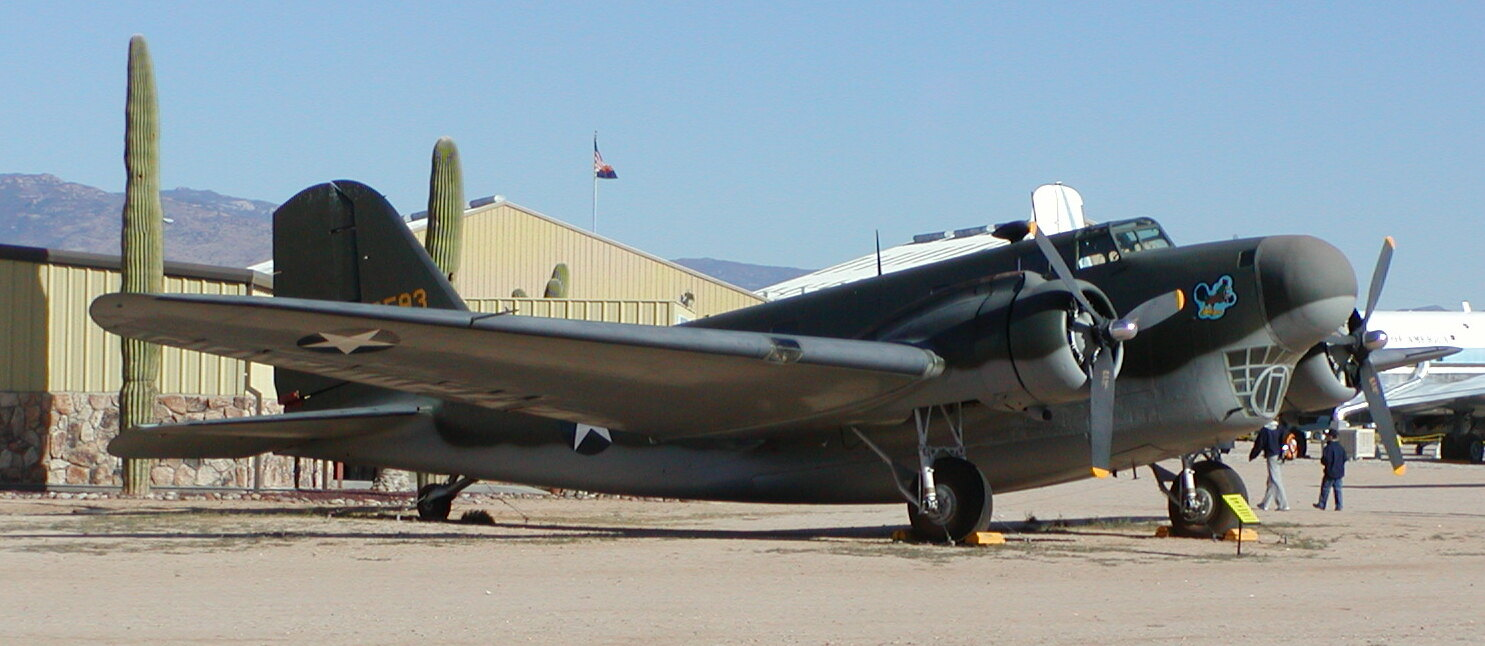
Un Douglas B-18B esposto al Pima Air & Space Museum di Tucson.

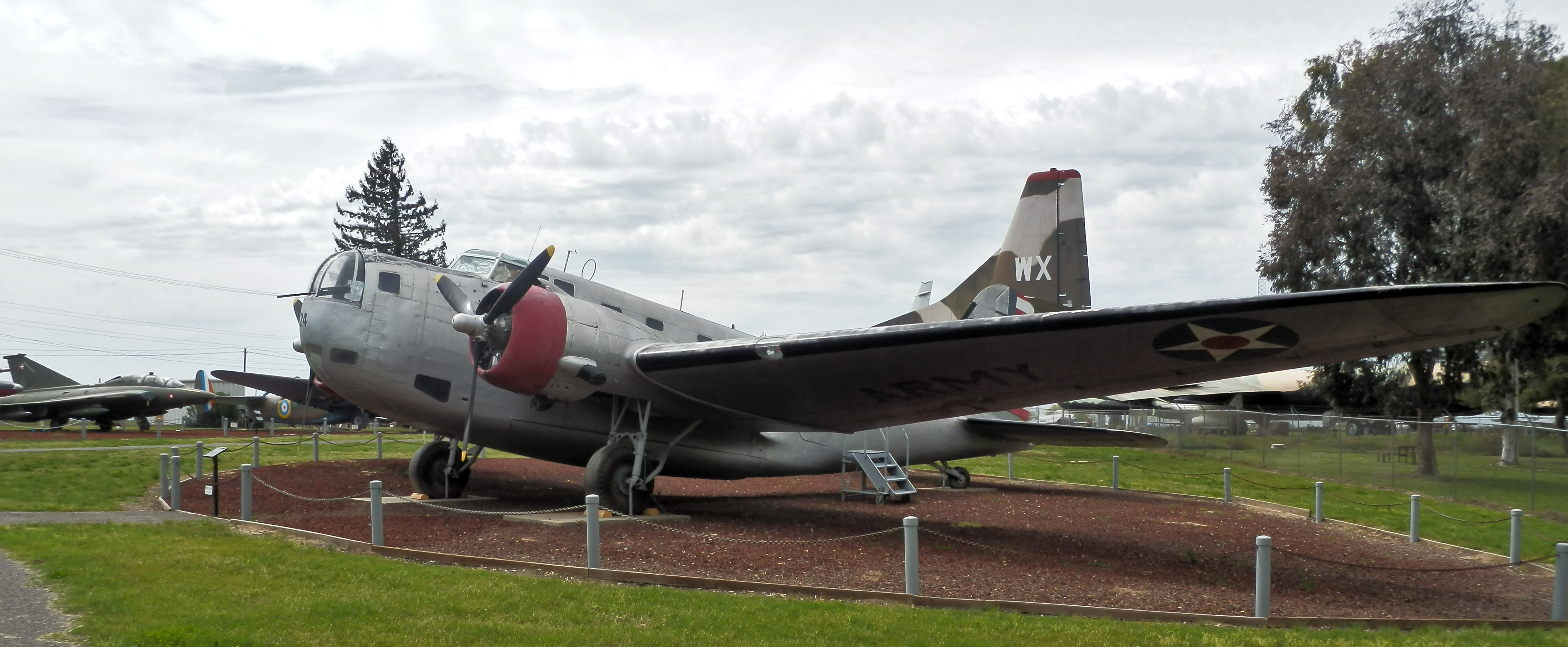
Un Douglas B-18B esposto al Castle Air Museum di Atwater (California).

Brasile
- Força Aérea Brasileira

 Canada
- Royal Canadian Air Force

 Stati Uniti
- United States Army Air Corps
- United States Army Air Forces

## Modellismo
- (EN) B-18 Bolo, su Cybermodeler Online, http://www.cybermodeler.com, 11 ottobre 2010. URL consultato il 2 aprile 2010.